# رافائل سانچز گرا
رافائل سانچز گرا (به اسپانیایی: Rafael Sánchez Guerra) (۲۸ اکتبر ۱۸۹۷–۲ آوریل ۱۹۶۴) وکیل، روزنامه‌نگار و سیاستمدار اسپانیایی بود که از ۳۱ مه ۱۹۳۵ تا ۴ اوت ۱۹۳۶ ریاست باشگاه فوتبال رئال مادرید را برعهده داشت. وی هشتمین این باشگاه بود.
ریاست او در رئال مادرید همزمان با جنگ داخلی اسپانیا بود و سانچز گرا، جمهوری‌خواه برجسته، از فرار از مادرید امتناع کرد زیرا در آستانه سقوط به دست فرانسیسکو فرانکو بود. او قبل از فرار به پاریس توسط اعضای هوادار فرانکو دستگیر و زندانی شد و به عضویت برجسته دولت در تبعید درآمد. در طول جنگ، سانچز گرا در مدیریت روزانه رئال مادرید دخالت چندانی نداشت و با روسای غیررسمی خوان خوزه وایخو و آنتونیو اورتگا (این دو رئیس‌جمهور انتخاب نشدند) کار می‌کرد و امور را به نمایندگی از وی اداره می‌کرد.
وی از ۱۹۴۶ تا ۱۹۴۷ به عنوان وزیر سیار در دولت در تبعید زیر نظر خوزه گیرال ، نخست‌وزیر خدمت کرد. سانچز گوئرا از ۱۴ آوریل ۱۹۳۱ تا ۲۸ مارس ۱۹۳۹ عضو شورای شهر مادرید بود.